# Helensville

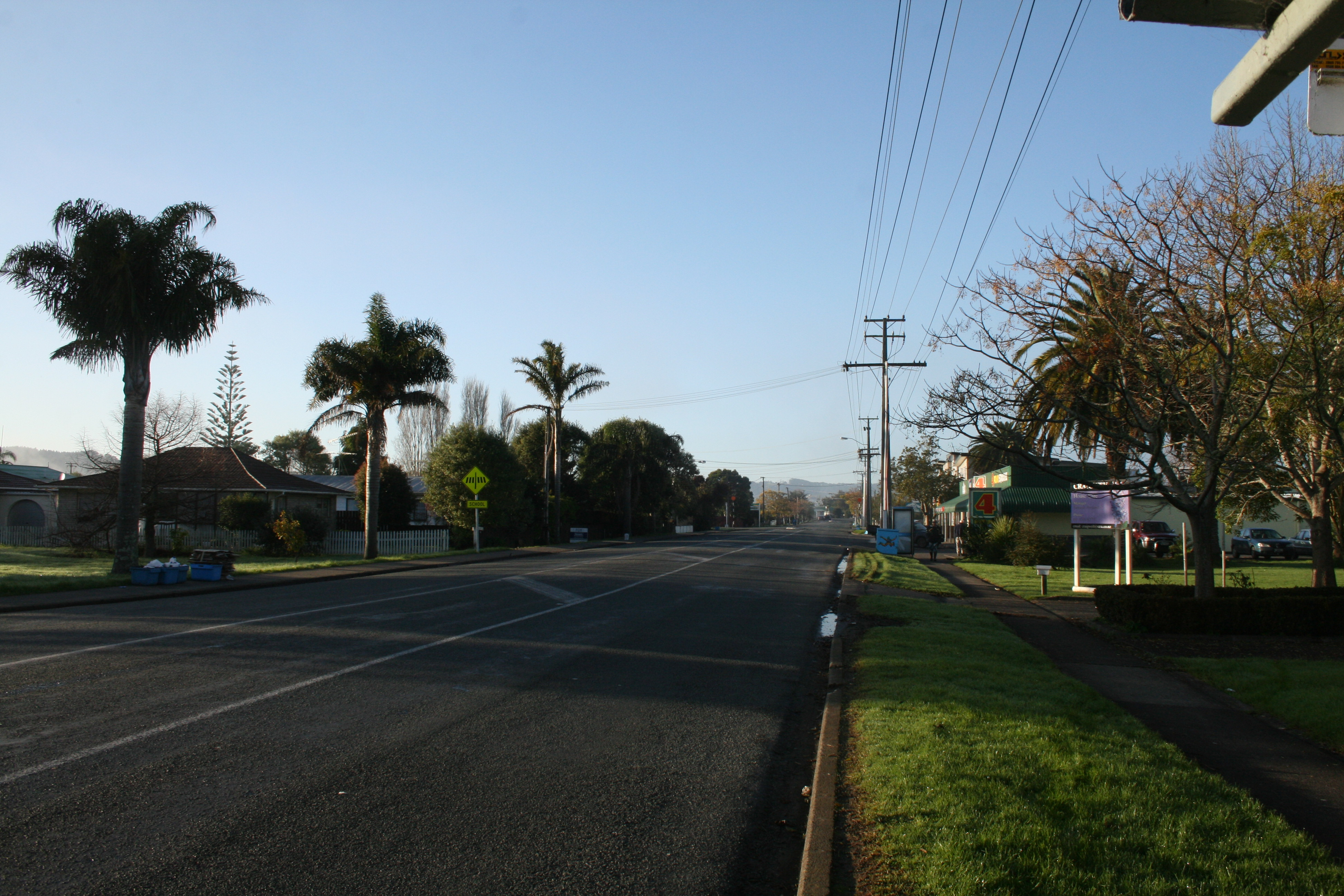
Parakai, Helensvile

Helensville – miasto w Nowej Zelandii. Położone w północno-zachodniej części Wyspy Północnej, w regionie Auckland, 3150 mieszkańców (dane szacunkowe – czerwiec 2018).